# Hemmo Silvennoinen
Hemmo Valio Silvennoinen (* 6. November 1932 in Kesälahti; † 4. Dezember 2002 in Vantaa) war ein finnischer Skispringer.

## Werdegang
Silvennoinen startete für die Vereine Puijon Hiihtoseura und Helsingin Tovereita. In der Saison 1954/55 gewann er mit 878,0 Punkten als erster Finne die Vierschanzentournee, bei der er neben Aulis Kallakorpi, Eino Kirjonen und Matti Pietikäinen zur finnischen „Wundermannschaft“ gehörte.
Die Springen in Oberstdorf (1954), Innsbruck (1955) und Bischofshofen (1955) beendete er auf dem zweiten und das in Garmisch-Partenkirchen (1955) auf dem dritten Platz. Damit war Silvennoinen der erste Skispringer, welcher ohne einen Tagessieg die Vierschanzentournee gewinnen konnte. Überdies gewann er 1955 noch die Internationale Skiflugwoche in Oberstdorf von der Heini-Klopfer-Skiflugschanze.
In die Vierschanzentournee der Saison 1955/56 startete Silvennoinen als Titelverteidiger. Obschon er sich in der Silvesternacht über das verordnete Alkoholverbot hinwegsetzte und aus der Mannschaft ausgeschlossen wurde, konnte er das Neujahrsspringen 1956 in Garmisch-Partenkirchen gewinnen, nachdem seine Mannschaftskollegen protestierten und Silvennoinens Ausschluss aufgehoben wurde.
Bei der zehnten Vierschanzentournee 1961/62 konnte er mit 843,2 Punkten noch einmal Dritter werden.
Bei den Nordischen Skiweltmeisterschaften 1962 im polnischen Zakopane wurde Silvennoinen mit 218,9 Punkten Vierter von der Normalschanze.